# Sarıgöl, Yakakent
Sarıgöl là một xã thuộc huyện Yakakent, tỉnh Samsun, Thổ Nhĩ Kỳ. Dân số thời điểm năm 2010 là 415 người.